# Kerschbaum (Rainbach im Mühlkreis)
Kerschbaum je sídlo a katastrální území v tržním městečku Rainbach im Mühlkreis v okrese Freistadt v Horním Rakousku. K 1. lednu 2022 zde žilo 330 obyvatel.
Kerschbaum leží na historické trati koněspřežné železnice Budějovice - Linec - Gmunden. Na toto téma je v obci muzeum.

### Reference

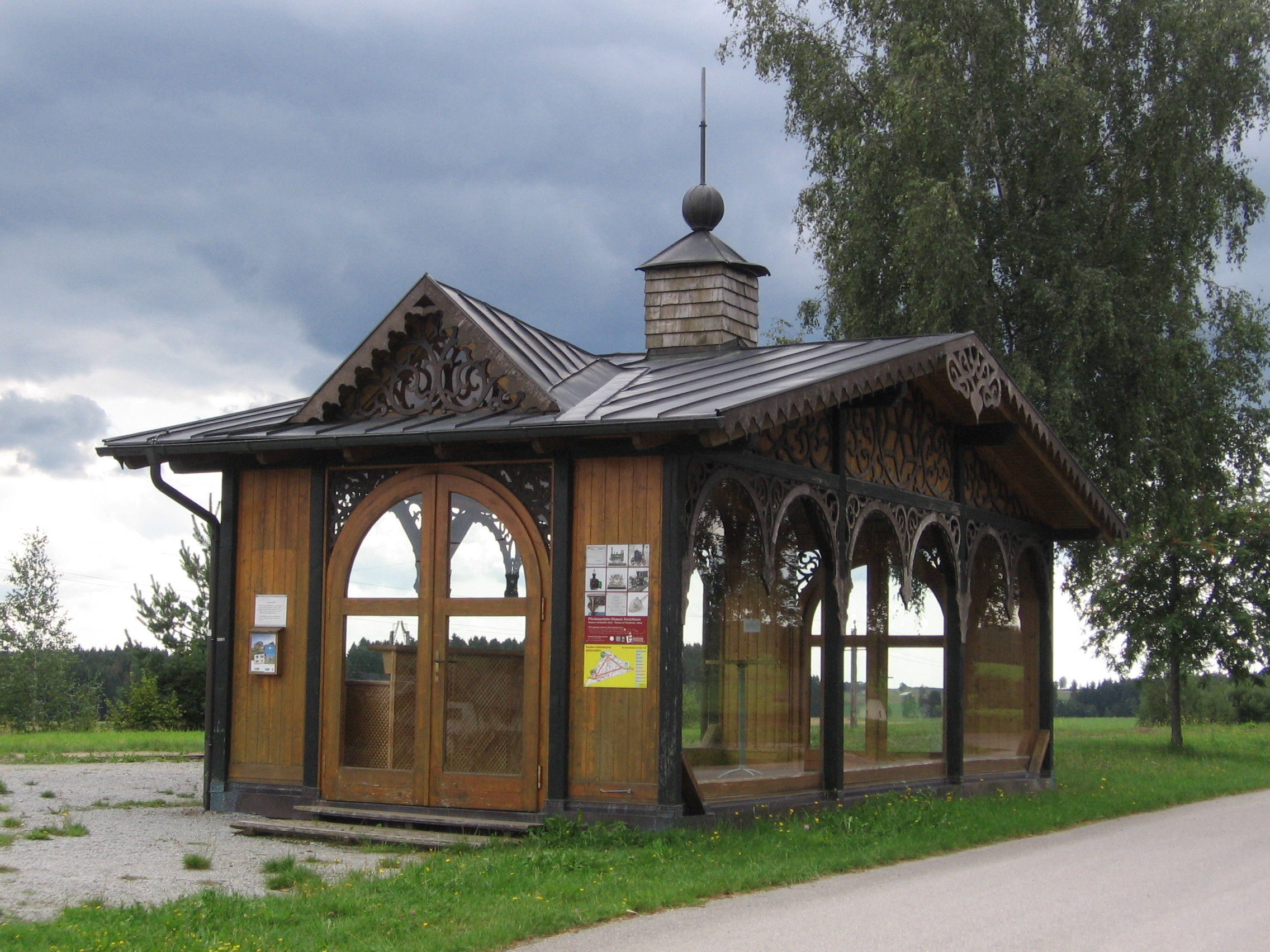
Replika prosklené čekárny koněspřežky.
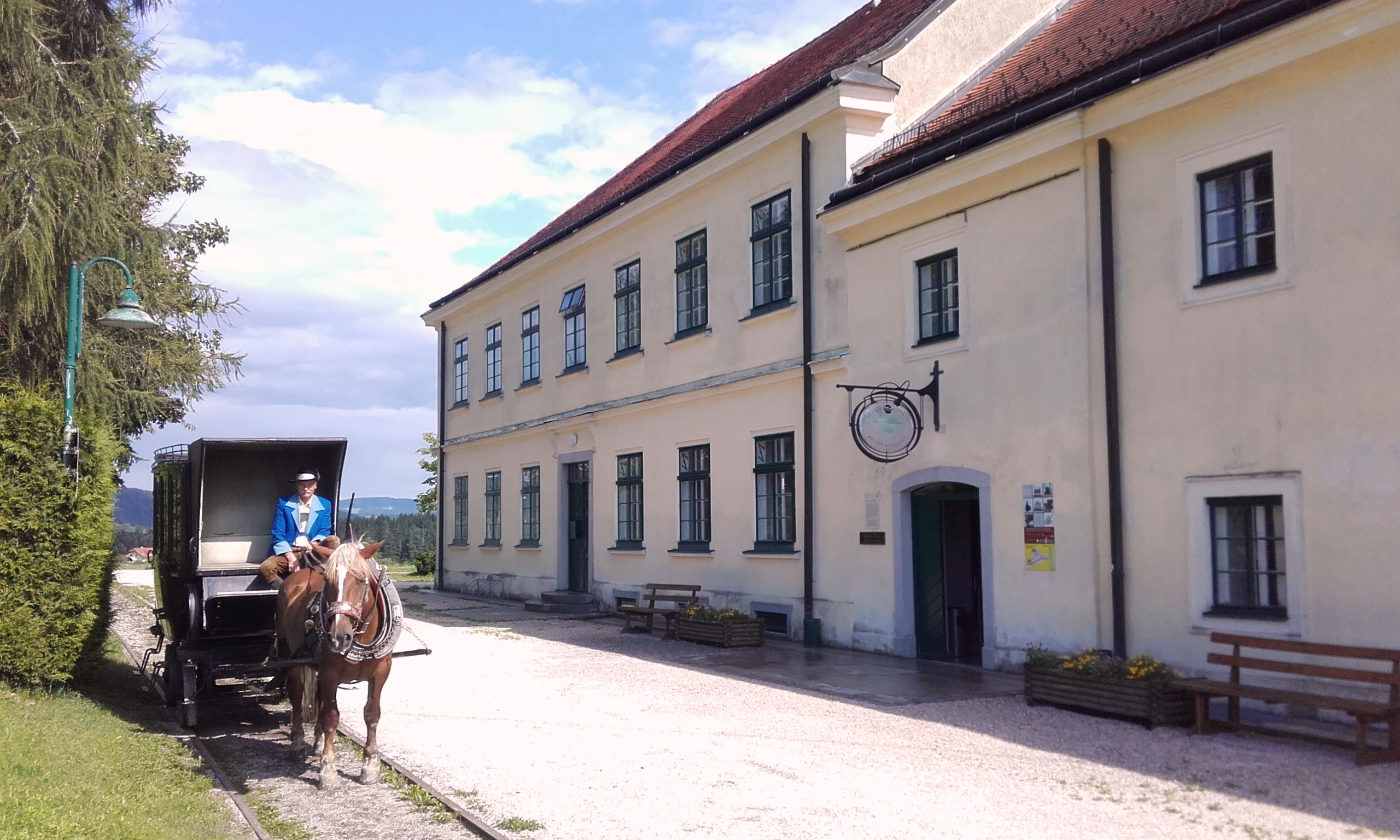
Připomínka koněspřežky
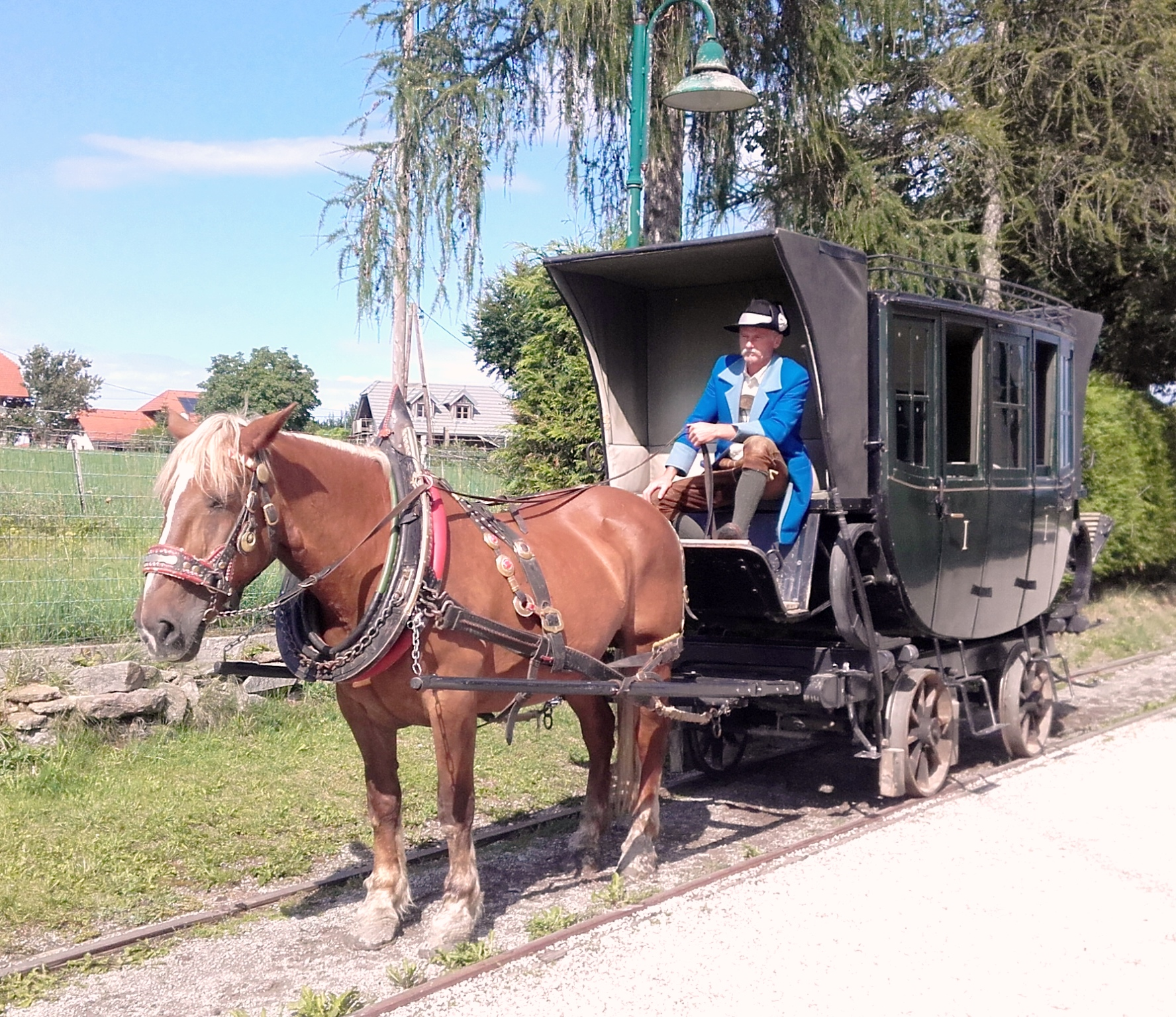
Připomínka koněspřežky